# Herbert Willner
Herbert Willner  (* 1. Juli 1926 in Dairen, China; † 22. Februar 2017) war Journalist und DDR-Spion der Hauptverwaltung A der Staatssicherheit. Er war verheiratet mit Astrid Willner, die als Sekretärin des Leiters der Abt. 3 im Bundeskanzleramt ebenfalls als DDR-Spionin arbeitete.

## Leben
Willner trat nach der Schule 1944 der Waffen-SS bei. Er beantragte am 30. Januar 1944 die Aufnahme in die NSDAP und wurde zum 20. April desselben Jahres aufgenommen (Mitgliedsnummer 9.992.251). Bis 1949 war er in sowjetischer Kriegsgefangenschaft.
Im Jahr 1959 begann seine Zusammenarbeit mit dem DDR-Geheimdienst. Er zog 1961 aus der DDR nach West-Berlin.
Dort übernahm er zunächst journalistische Tätigkeit beim Nachrichtenmagazin Der Spiegel. 1965 wurde er zunächst in der FDP-Bundesgeschäftsstelle, später in der FDP-nahen Friedrich-Naumann-Stiftung als Referent für Außen-, Sicherheits-, Deutschland-, Europa- und Entwicklungspolitik tätig. Aus dieser Tätigkeit berichtete er dem DDR-Geheimdienst und war zugleich als Einflussagent tätig. Willner bezeichnete sich stolz als „Ghostwriter“ von Günter Verheugen.
Im September 1985 wurde der Spionageeinsatz Willners aus Sicherheitsgründen beendet. Wahrscheinlich hatte der Überläufer Hansjoachim Tiedge vor einer drohenden Enttarnung gewarnt. Gegen beide bestand bereits Spionageverdacht, jedoch war im Mai 1985 eine vom Verfassungsschutz beantragte Telefon- und Postüberwachung vom Bundesinnenministerium unter Friedrich Zimmermann wegen nicht ausreichender Verdachtsmomente abgelehnt worden. Herbert Willner kehrte zurück nach Ost-Berlin und wohnte in einem Bungalow in Wandlitz. 1987 wurde gegen ihn in der Bundesrepublik ein Haftbefehl erlassen, der aber wegen des Aufenthaltes in der DDR nicht vollstreckt werden konnte. Nach der deutschen Wiedervereinigung am 3. Oktober 1990 flüchtete er nach Bulgarien, um einer Vollstreckung des Haftbefehls zu entgehen. Nach Verjährung 1995 wurde der Haftbefehl aufgehoben, und das Ehepaar Willner kehrte nach Wandlitz zurück.

## Schriften
- Als Ghostwriter Verheugens. In: Klaus Eichner, Gotthold Schramm (Hrsg.): Top-Spione im Westen: Spitzenquellen der DDR-Aufklärung erinnern sich. Überarbeitete Neuauflage Auflage. Das neue Berlin (Eulenspiegel-Verlagsgruppe), Berlin 2016, ISBN 978-3-360-01310-1, S. 308–323.